# Droga krajowa B206 (Niemcy)
Droga krajowa 206 (niem. Bundesstraße 206, B 206) – niemiecka droga krajowa przebiegająca  z zachodu na wschód od skrzyżowania z drogą B5 na obwodnicy Itzehoe do Lubeki, gdzie skrzyżuje się z drogami B75, B104 i B207 w Szlezwiku-Holsztynie.